# 艾玛·欣策
艾玛·欣策（德語：Emma Hinze，1997年9月17日—）生于希尔德斯海姆，是一名德国女子自行车运动员，主攻场地自行车。艾玛出身于自行车世家，她的弟弟卡尔同样也是一名自行车选手。她在2019年开始和同为自行车选手的Maximilian Dörnbach交往。
2020年，她在柏林进行的世界场地自行车锦标赛上表现突出，获得个人竞速赛、竞轮赛和团体竞速赛三个项目的冠军。2020年奥运会，她在团体竞速赛上获得银牌。